# Agomadaranus jekeli
Agomadaranus jekeli es una especie de coleóptero de la familia Attelabidae.

## Distribución geográfica
Habita en la India y Nepal.